# Drenov Do (Republika Serbska)
Drenov Do (cyr. Дренов До) – wieś w Bośni i Hercegowinie, w Republice Serbskiej, w gminie Jezero. W 2013 roku liczyła 3 mieszkańców.